# Baile deportivo en los Juegos Asiáticos
El Baile deportivo en los Juegos Asiáticos tuvo su primera aparición en la edición de 2010 en Guangzhou, China como un deporte oficial en los juegos, ya que fue un deporte de exhibición en la edición de 1998 en Bangkok, Tailandia bajo las modalidades estándar y latina.
La edición de 2010 ha sido la única en la que el baile deportivo ha formado parte de los eventos deportivos de los Juegos Asiáticos de manera oficial.
China fue el país que ha dominado por completo la disciplina, ya que ha ganado todas las medallas de oro en disputa.

## Eventos
| Evento         | 98 | 10 | Años |
| -------------- | -- | -- | ---- |
|                |    |    |      |
| Baile Standard |    |    |      |
| Five dances    | d  | X  | 1    |
| Quickstep      |    | X  | 1    |
| Slow foxtrot   |    | X  | 1    |
| Tango          |    | X  | 1    |
| Vals           |    | X  | 1    |
| Baile Latino   |    |    |      |
| Five dances    | d  | X  | 1    |
| Chachachá      |    | X  | 1    |
| Jive           |    | X  | 1    |
| Pasodoble      |    | X  | 1    |
| Samba          |    | X  | 1    |
|                |    |    |      |
| Total          | 0  | 10 |      |

## Medallero
| #     | País          | Oro | Plata | Bronce | Total |
| ----- | ------------- | --- | ----- | ------ | ----- |
| 1     | China         | 10  | 0     | 0      | 10    |
| 2     | Corea del Sur | 0   | 7     | 3      | 10    |
| 3     | Japón         | 0   | 3     | 4      | 7     |
| 4     | Filipinas     | 0   | 0     | 2      | 2     |
| 5     | Kazajistán    | 0   | 0     | 1      | 1     |
| Total | Total         | 10  | 10    | 10     | 30    |

## Participantes
| Evento             | 98 | 10  | Años |
| ------------------ | -- | --- | ---- |
|                    |    |     |      |
| China              | 8  | 12  | 2    |
| República de China | 6  | 12  | 2    |
| Hong Kong          | 4  | 2   | 2    |
| Indonesia          | 4  |     | 1    |
| Japón              |    | 12  | 1    |
| Kazajistán         |    | 12  | 1    |
| Kirguistán         |    | 4   | 1    |
| Líbano             |    | 4   | 1    |
| Macao              |    | 8   | 1    |
| Malasia            | 6  |     | 1    |
| Filipinas          | 8  | 12  | 2    |
| Singapur           | 8  |     | 1    |
| Corea del Sur      |    | 12  | 1    |
| Tailandia          | 8  | 10  | 2    |
| Vietnam            |    | 8   | 1    |
|                    |    |     |      |
| Naciones           | 8  | 12  |      |
| Atletas            | 52 | 108 |      |